# Буш, Артур
Артур Уильям Буш (англ. Arthur William Busch; род. 8 марта 1944 года, Ипсуич, Австралия) — австралийский хоккеист (хоккей на траве), вратарь. Серебряный призёр летних Олимпийских игр 1968 года.

## Биография
Артур Буш родился 8 марта 1944 года в австралийском городе Ипсуич.
Окончил гимназию в Ипсуиче.
В 1967—1973 годах играл в хоккей на траве за «Ипсуич».
В 1968 году вошёл в состав сборной Австралии по хоккею на траве на Олимпийских играх в Мехико и завоевал серебряную медаль. В матчах не участвовал, все поединки отыграл Пол Диринг.
Играл за сборную Австралии на международном турнире в Пакистане в марте 1969 года.